# Вторая битва при Инёню
Вторая битва при Инёню (турецк. İkinci İnönü Muharebesi) — одно из самых известных сражений Малоазийского похода греческой армии или войны за независимость Турции, длившееся с 23 по 31 марта 1921 года. 
Турецкая историография отмечает отдельно турецкую победу при Инёню, вынудившую отступить III корпус греческой армии. Для греческой историографии это лишь один из двух основных эпизодов греческого «Весеннего наступления», в ходе которого и практически ещё до завершения отступления III корпуса, I корпус греческой армии одержал при Тумлу Бунар победу, поставившую победную точку всему «Весеннему наступлению».

## Предыстория
Севрский мирный договор 10 августа 1920 года закрепил временный контроль региона Смирны, с его греческим населением, за Грецией:340. Номинально регион оставался турецким, с перспективой решения его судьбы через 5 лет, на референдуме населения:16. Договор был подписан правительством султана, но не признан движением кемалистов.
После дипломатических и военных побед греческий премьер Э. Венизелос согласился провести выборы, уверенный в своей победе:A-187. Монархистская «Народная партия» провела предвыборную кампанию под лозунгом «мы вернём наших парней домой», что обеспечило ей победу на выборах 30 ноября 1920 года:A-188. Победа монархистов нанесла удар внешнеполитическим позициям Греции. Союзники заявили, что в случае возвращения в Грецию германофила короля Константина они прекратят финансовую помощь:345 и заморозят кредиты.
Возвращение Константина освободило союзников от обязательств по отношению к Греции:30. Подпись правительства султана под Севрским соглашением уже ничего не означала. Бои с кемалистами приобрели характер войны, которую греческая армия была вынуждена вести уже в одиночку.
Первое правительство монархистов возглавил Д. Раллис. Он безуспешно пытался обеспечить хотя бы финансовую поддержку союзников, после чего 22 января/4 февраля 1921 года сдал свои полномочия:39.
Правительство возглавил Н. Калогеропулос. Новый премьер учился во Франции, считался франкофилом и подходящим лицом для оказания влияния на французское правительство, требовавшее радикальных перемен в политике союзников по отношению к Греции:39.
Премьер возглавил делегацию на Лондонскую конференцию. По пути заехал в Париж, но поддержки не получил. И Бриан и президент Мильеран заявили, что они обязаны в первую очередь учитывать интересы Франции. 8/21 февраля состоялась конференция союзников в Лондоне. Председательствующий Ллойд Джордж запросил информацию о обстановке на греческом фронте, о численности греческой армии, о возможности наступления вглубь Малой Азии, о возможностях Греции содержать эти силы своими средствами. Калогеропулос заявил, что располагает армией в 120 тыс. штыков и что если Греция получит мандат на установление порядка, то сумеет сделать это в течение 3-х месяцев. Греческий штабист П. Сарияннис заявил, что уверен в победе, и что она будет достигнута легко и быстро:41.
Бриан не разделял этого оптимизма. Французский генерал Гуро заявил, что греки могут послать на передовую не более 60 тыс. солдат. Гуро заявил, что для принуждения к миру в Малой Азии необходимо иметь 27 дивизий, но у греков было всего 9 дивизий:41.
По прибытии турецких делегаций (султана и Кемаля), союзники, подписавшие Севрский мир, превратили конфронтацию Антанты — Турции в конфронтацию греков-Турции. Как пишет греческий историк Димитрис Фотиадис «из союзников они преобразились в арбитров»:42.
28 февраля/10 марта 1921 года было подписано предварительное франко-турецкое соглашение, что позволило туркам перебросить силы на греческий фронт:31.
Итальянцы покинули Атталию, оставив Кемалю весь свой арсенал:32.
Современный английский историк Дуглас Дакин пишет, что действия Франции и Италии были «прелюдией последовашего предательства». «Поправ вопиющим образом свои обязательства и подписи, они, кроме всего прочего, возмутительно игнорировали вопрос о судьбе греческих, а также армянских христиан»:347.
Не находя решения в вопросе с греческим населением Ионии, в совсем иной геополитической обстановке, правительство Калогеропулоса продолжило войну. Напрягая свои ограниченные людские ресурсы, Греция мобилизовала ещё 3 призыва в армию. Греческая армия предприняла «Весеннее наступление» 1921 года, ставшее первой попыткой разбить регулярную армию Кемаля.

## Накануне Весеннего наступления — Первое Инёню
Христос Дзиндзилонис пишет, что греческая армия высадившаяся в Смирне не имела свободы действий. О её действиях решения принимали военные власти Ближнего Востока, где основным критерием было удовлетворение требований и нужд внешней политики империалистических сил, в особенности англичан. Для каждого действия греческой армии было необходимо «подтверждение адмирала Калторпа (Somerset Gough-Calthorpe), или, в случае его отсутствия, командующего союзным флотом в Смирне».
Характерна телеграмма Венизелоса первому командующему экспедиционной греческой армии Л. Параскевопулосу: «Английский военный министр уполномочил генерала Милна, если он сочтёт нужным, разрешить нашим войскам, в случае турецкой атаки, преследовать их и более трёх километров, при условии что после завершения операции, наши войска вернуться в пределы линии оккупации».
В атмосфере напряжённых отношений с номинальными союзниками, правительство монархистов поставило себе целью силой вынудить кемалистов к миру.
Правительство и новое командование экспедиционной армии в лице генерала А. Папуласа приняли решение совершить разведывательный рейд за пределы линии греческой зоны установленной Севрским договором и изучить с боем топографию региона для подготовки планов возможного наступления, на случай если переговоры с союзниками зайдут в тупик, а также продемонстрировать союзникам и неприятелю, что кадровые перемены не повлияли отрицательно на боеспособность армии.
В январе 1921 года III корпус греческой армии произвёл разведывательный рейд к Эскишехиру, в ходе которого, согласно современному английскому историку Дугласу Дакину, «подавил сопротивление турецких сил, но отошёл к Прусе согласно полученным приказам. Было ещё рано (для греков) наступать»:347.
В ходе рейда, части III греческого корпуса дошли до села Инёню, в окрестностях которого состоялся двухдневный бой ограниченных масштабов и с незначительными потерями с двух сторон.
Отступившие к востоку турецкие части вернулись на поле боя после отхода греческих частей.
Завершение разведывательного рейда и отход частей III греческого корпуса был охарактеризован кемалистами «первой победой при Инёню».

## Решение о начале «Весеннего наступления»
Греческая делегация в Лондоне убедилась в том, что не могла ничего ожидать и что каждый день промедления в принятии решений лишь способствовал врагу, который усиливал свою армию.
Лондонская конференция прервала свою работу не приняв никакого решения.
После неудачи в Лондоне:348 военный министр Д. Гунарис послал генералу Папуласу телеграмму следующего содержания: «Сегодняшняя обстановка диктует необходимость начала операций по занятию Эскишехира -Кютахьи ….
Для дальнейшего продолжения операции и с её началом приступаем к мобилизации ещё трёх призывов».
Папулас не выразил возражений и ответил что операция начнётся 10/23 марта. Единственное, что запросил Папулас, чтобы его армия была усилена на 5 тыс. человек. Для участия в операции Папулас был готов задействовать свои III и I армейские корпуса.
III корпус генерала Аристотелиса Влахопулоса располагал четырьмя дивизиями: III, VIII, X и XI.
Первые три находились в регионе Прусы, последняя в Никомидии.
Изначально XI дивизия была послана Венизелосом летом 1920 года в Никомидию, которая находилась в британской зоне оккупации, по просьбе британского премьер-министра Ллойд Джорджа, для того чтобы обеспечить защиту проливов и Константинополя.
Для участия этой дивизии в «Весеннем наступлении», греческое командование запросило англичан высвободить XI дивизию от английского командования.
I корпус генерала Александроса Кондулиса в действительности располагал только двумя дивизиями, II и XIII, поскольку его третья дивизия была рассеяна на юге, в особенности в долине реки Меандр, наблюдая за действиями находившихся в Сокье номинальных союзников, итальянцев. Необходимость в этом продолжала оставаться актуальной, после того как итальянцы оказали содействие резне греческого населения, осуществлённой кемалистами в «приграничном» (греческая/итальянская зоны) городе Айдын:168.
I корпус должен был двигаться к Кютахье с целью занятия города
Исходные позиции двух греческих корпусов находились одна от другой на расстоянии 300 км:44.
Согласно плану генштабиста П. Сариянниса, клинья двух наступавших корпусов должны были сойтись. Однако начальник штаба экспедиционной греческой армии, А. Паллис, счёл этот план чересчур простым и внёс в него две «роковые (для греческой армии) поправки»:
- XI дивизия не будет принимать участие в основной борьбе, но попытвается своими атаками ввести турок в заблуждение, с тем чтобы они поверили что из Никомидии, а не из Прусы, будет предпринято основное греческое наступление.
- I корпус направится не к Кютахье, а к Афьонкарахисару.

После поправок Паллиса, клинья наступления греческой армии становились расходящимися, увеличивая ещё больше расстояние между двумя греческими корпусами:45.

## Начало Весеннего наступления

Карта наступательных операций греческой армии до июля 1921 года. На севере отмечено место победы турок при Инёню 26-31 марта, на юге место греческого реванша 28 марта, поставишего победную точку в греческом «Весеннем наступлении».

Наступление двух греческих корпусов началось 10/23 марта.
Уверенный в победе генерал Папулас опубликовал приказ, который характеризует кредо греческой армии в Малоазийском походе, именуемом современным английским историком Дугласом Дакином «Четвёртой Освободительной войной Греции»:333

«Солдаты, мы атакуем. Стоящий перед нами враг всё тот же, которого вы побеждаете и преследуете с момента когда вы ступили на берег Греческой Ионии
Разбейте остатки варварского насилия и станьте апостолами идеалов греческой цивилизации, передавая её своим благородным и гордым поведением.
Будьте великодушными к побеждённым и защитниками свободы и прав жителей независимо от их рода и вероисповедания.
Солдаты!
Гордый тем что возглавляю таких мужей и с Божьей помощью призываю вас к новой победе». — 
I корпус вышел из Ушака и легко занял Афьонкарахисар:348.
XI дивизия III греческого корпуса сравнительно легко заняла Сапанджу и Адапазары, но её действия не ввели турецкое командование в заблуждение относительно того откуда и куда будет направлено основное наступление греческой армии.
Кроме того, уход дивизии из Никомидии позволил кемалистам продолжить резню христианского и черкеского населения Вифинии и разрушить сёла Соют (Soyut), Кизил Дамлар (Kizjl Damlar) и Пелик Паскёй (Pelik-Pasköy).
Всё мужское греческое и армянское население Союта, было депортировано и в своём большинстве остаётся в числе пропавших без вести.
Но с военной точки зрения манёвр XI греческой дивизии ослабил на четверть силы III корпуса армии на основном направлении его наступления.
М. Кемаль и его командующий М. Исмет сразу осознали основную стратегическую слабость греческого плана.
Они не только не передвинули силы из региона Эскишехира, но приказали всем своим резервам следовать туда.
Кроме того, имея в своём распоряжении железную дорогу Афьонкарахисар — Кютахья — Эскишехир, они усилили силы в Эскишехире силами из Кютахьи.
В том что касается самого Афьонкарахисара, они были безразличны, приказав своим находившимся там малым силам оставить город после незначительного сопротивления, пытаясь увлечь греческие силы за собой к Икониу.
Как и в разведывательном рейде III греческого корпуса в январе 1921 года, борьба в северном секторе наступления развернулась недалеко от села Инёню
Центром турецкой обороны стали высоты Ковалджа и Авгин
В последовавшем здесь трёхдневном бое потери как греков так и турок были значительными
Греческие части относительно легко сумели вытеснить турок из Ковалджи, но не из Авгина, где укреплённые позиции переходили из рук в руки:46.
Если не следовать принятой в турецкой историографии терминологии, то сражение следовало бы именовать бой за Авгин, где и произошло основное сражение.
Так и делает греческая «Большая военная и морская энциклопедия» издания 1929 года, то есть всего лишь 8 лет после событий, переадресуя своих читателей с боя при Инёню к бою при Авгине.
С другой стороны, турецкая историография, из своих соображений, продолжает использовать термины первый и второй Инёню для событий разного масштаба, исхода и относительной топографической близости.

### Бой за Авгин

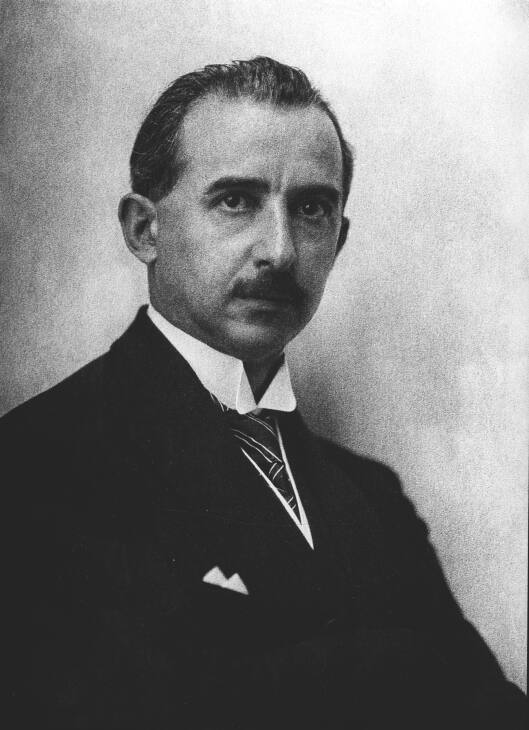
Исмет-паша, командующий турецкими силами в сражении. В 1934 году избрал себе фамилию Инёню.

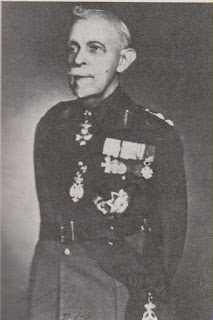
Генерал Аристотель Влахопулос, командир III корпуса греческой армии.

Маленькое (400 жителей) горное село Авгин расположено по дороге Биледжик — Эскишехир, на скалах над ущельем горы Боз Даг (1300 м).
Греческое командование знало, что почти все силы кемалистов были собраны вокруг Эскишехира, этого важнейшего шоссейного и железнодорожного узла на пути к Анкаре.
После январского разведывательного рейда командование III греческого корпуса знало о стратегическом значении прикрывавших Эскишехир высот Ковалджи и Авгина.
Согласно информации греческой разведки, силы кемалистов вокруг Эскишехира насчитывали до 25 тыс. человек.
Согласно греческой «Военной энциклопедии», на начало операции III корпус греческой армии насчитывал 16 тыс. пехотинцев и 1300 кавалеристов, располагал 224 пулемётами, 36 горными, 28 полевыми и 12 тяжёлыми орудиями.
12 марта III греческая дивизия получила приказ идти к Авгину и оставила в Биледжике нанятый у местных турок караван верблюдов с припасами и две хирургические операционные.
К полудню того же дня X греческая дивизия заняла Дамлар, а VII Пазарджик.
13 марта идущая впереди III дивизии кавалерийская бригада подверглась артобстрелу и остановилась, после чего позиции турок были атакованы 12-м пехотным полком дивизии.
Атака греческого полка была стремительной. Турки (1500 пехотинцев, 150 всадников и 3 орудия) в беспорядке отступили к Авгину.
Авангард дивизии остановился южнее Сейгуда и получил приказ 14 марта не продвигаться, до получения нового приказа.
6 -й пехотный полк занял позиции слева от авангарда, т.е 12-го полка, который постоянно вёл перестрелку с турками.
Утром 14 марта был получен приказ штаба III греческого корпуса.
III дивизия должна была атаковать в направлении Авгина — Эскишехира, X в направлении Акче Бунар — Алибей Дузу Порья — Чукур Бунар. Кавалерийской бригаде было приказано действовать восточнее III дивизии, в тылу турок.
Греческая атака на высоты Авгина, где турки подготовили три ряда окопов с колючей проволокой и блиндажами началась в 04:00.
Турецкая артиллерия начала обстрел атакующих и прервала атаку.
В 07:30 греческий авангард (12-й полк) предпринял повторную атаку
В 11:20 штаб III дивизии дал приказ атаки, кроме 12-го полка атаковавшего с первой линии, и 6-му полку, находившемуся на второй линии на левом фланге 12-го полка.
2/39 полк эвзонов располагался в центре за 12-м полком, в качестве резерва, в то время как одна рота 6-го полка прикрывала левый фланг дивизии.
Атака 6-го и 12-го полков началась в 15:15. Турки сопротивлялись.
В 16:30 левый фланг 12-го полка подвергся контратаке турок, но отразил её штыками.
В 17:00 турецкой атаке подвергся левый фланг дивизии, но переброшенный туда 2/39 полк эвзонов отразил её. Подоспела и греческая кавалерийская бригада, которая преследовала турок на протяжении двух километров. Турки оставили на поле боя до 300 убитых.
По греческим оценкам в турецкой атаке на левый фланг дивизии приняло участие до 2 тыс. человек.
С наступлением ночи бой прекратился.
Утром 15 марта 12-й греческий полк продолжил атаку и сумел занять стоявшую перед ним вершину.
В 08:20 6 -й греческий полк подошёл к селу Авгин. Турки оборонялись с трёх рядов окопов.
Под густым пулемётным огнём полк встал, будучи не в силах продолжить атаку.
Одновременно, правый фланг 6-го греческого полка сражался за одну из южных вершин Авгина, которая переходила из рук в руки.
Командир 2/39 полка эвзонов, полковник Зоитопулос был ранен и заменен подполковником Стамелакосом, который был вскоре убит и заменен подполковником Дросинисом.
Полк эвзонов перегруппировался и начал новую атаку в 14:10 под огнём турецкой артиллерии и отбивая штыками турецкие контратаки.
Одновременно и 6-й греческий полк успешно отбил турецкие контратаки.
В общей сложности к 18:00 были отбиты 22 турецкие контратаки, в своём большинстве штыком.
С наступлением ночи бой прекратился. Греческим частям было приказано удерживать занятые позиции любой ценой.
Греческие потери были достаточно большими: за день и к вечеру 15 марта из строя выбыли 60 офицеров (12 убитых и 48 раненных) и примерно 800 рядовых.
Согласно полученного приказа из штаба III греческого корпуса, III дивизия должна была продолжить позиционную борьбу, в то время как X дивизия должна была атаковать и преследовать врага к Порья, а затем развернуть часть сил к востоку, в направление Чепни-Утукёй.
16 марта, в 05:00 турки произвели атаку против правого фланга 2/39 полка эвзонов, но были отбиты.
В то время как у греческой артиллерии наблюдался дефицит снарядов, турецкая артиллерия непрерывно обстреливала клин, образовавшийся в результате греческой атаки, между позициями Ковалджи и Авгина.
В 14:00 30-й греческий полк предпринял атаку на Чепни, но в результате артобстрела вернулся на исходные позиции.
17 марта штаб III греческого корпуса дал приказ двум батальонам эвзонов, под командованием полковника Субасакоса, занять хребет западнее Авгина.
X дивизия получила приказ атаковать в направлении Риза Паша Хан, а кавалерийская бригада получила приказ содействовать X дивизии, атакуя тыл обороняющихся турок в Авгине.
Между тем командир полка эвзонов, подполковник Дросинис был ранен и заменен майором Самантасом.
Прибывшее подкрепление абсолютно неподготовленных 300 новобранцев были разделены между 12-м полком и 2/39 полком эвзонов.
Кавалерийской бригаде было приказано немедленно перейти к Боз Эюк.
В назначенный час III греческая дивизия атаковала по всему фронту.
Левый фланг дивизии занял высоты «Две груди», правый занял крайние дома села Авгин и высоты к востоку от него.
К западу X греческая дивизия сумела занять только высоты восточнее села Савидж Бей.
Турки упорно сопротивлялись и наступательный порыв греческих дивизий стих в силу непрерывных потерь.
В 17:00 турки атаковали многократными силами правый фланг III греческой дивизии.
Вокруг «Грудей» развернулись жестокие бои, и под артбстрелом правый фланг греческой дивизии вернулся на исходные позиции.
В 16:40 бой стих.
И в этот день потери среди греческих офицеров были большими. Был убит командир 2/39 полка эвзонов, майор Филипп Самантас и на поле боя командование полком принял капитан Григорий Грекусис.
18 марта, рано утром, турки предприняли неожиданную атаку против левого фланга X греческой дивизии с целью отбить занятую греками высоту к востоку от Савджи Бея.

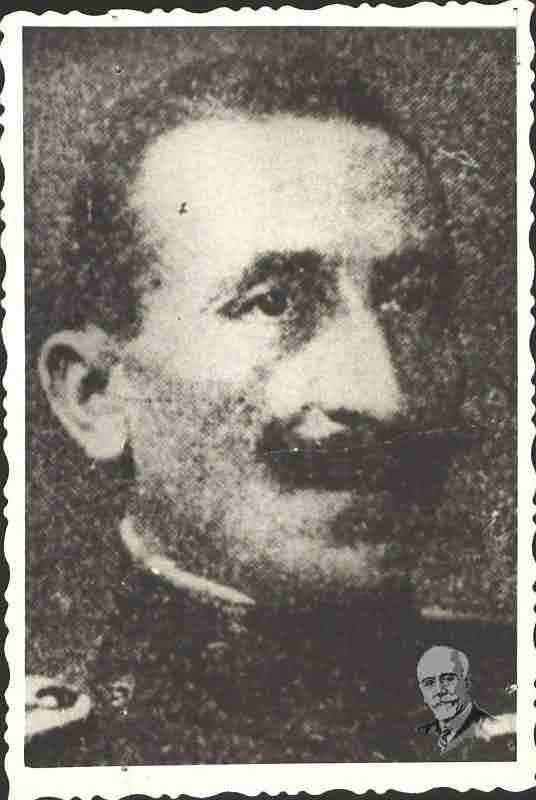
Полковник Афанасиос Христу, командир 28 греческого полка, погиб на высотах восточнее Савджи Бея 18 марта 1921 года.

28-й греческий полк был застигнут врасплох и был почти окружён. После гибели командира полка, полковника Афанасия Христу, полк был дезорганизован и оставил высоту.
Это был критический момент сражения, во многом предопределивший дальнейшие действия X греческой дивизии и далее всего III корпуса.
Отход 28-го греческого полка с удерживаемой им высоты создал брешь между позициями III и X дивизий.
В 14:30 правый фланг III греческой дивизии штыками отразил турецкую атаку.
В вырисовывавшейся обстановке, штаб дивизии приказал своему 6-му полку занявшему крайние дома Авгина отойти за село, чтобы выровнять линию фронта.
В 18:00 бой стих.
В силу отсутствия боеприпасов, артиллерии дивизии было приказано отойти на высоты к северо-востоку от Сейгона.
Несмотря на развал своего левого фланга, X греческая дивизия сумела штыками отбить на других участках начавшуюся в 14:00 новую турецкую атаку. Однако наблюдалось падение морального состояния её личного состава, о чём дивизия сообщила в штаб корпуса.
После чего дивизия получила в 16:00 разрешение штаба корпуса, в случае если она не может удержать позиции, отойти на высоты Дуж Даг — Гунарик.
Отход дивизии состоялся ночью и без проблем и о её отходе были извещены соседние дивизии.
Ночью штаб корпуса назначил дивизиям две новые последовательные линии обороны, на случай большого турецкого наступления и неизбежного отхода.
19 марта X греческая дивизия, определив на месте что высоты Дуж Даг — Гунарик не обеспечивают достаточных возможностей для обороны, беспрепятственно отошла в 09:00 на высоты северо-восточнее Кара Бекира.
Однако об этом не было объявлено III дивизии, которая считая что X дивизия всё ещё находится на высотах Дуж Даг, осталась неприкрытой с правого фланга.
Естественно турки немедленно воспользовались этим.
Лишь полу-эскадрон греческой кавалерийской бригады успел прикрыть III дивизию справа перед самым началом турецкой атаки, пытаясь восстановить контакт III дивизии с X дивизией.
Все турецкие силы противостоящие до того X дивизии, убедившись в её отходе, развернулись против III дивизии и в 10:00 обрушились на её правый фланг и центр, где солдаты дивизии отражали натиск турок врукопашную.
Греческая артиллерия почти не имела снарядов и ограничилась огнём одной батареи горной артиллерии, которая к счастью (для греков) была частично снабжена снарядами именно в этот день.
Турки атаковали волнами, солдаты дивизии мужественно отражали все эти волны.
Полк эвзонов в особенности находился под непрерывным огнём тяжёлой турецкой артиллерии, поскольку греческая артиллерия молчала, в силу отсутствия боеприпасов.
Обстановка для III греческой дивизии становилась критической и в качестве меры предосторожности, на случай неизбежного отхода, был предусмотрен отход на высоты к юго-востоку от Сейгуна.
Приказ штаба корпуса о отходе был получен в полдень, но дожидаться ночи III греческая дивизия не могла. Её правый фланг уже не сдерживал волны турецких атак и отход начался немедленно.
Дивизия отошла на высоты Сейгуна, после чего в 23:20 колонной направилась в Ени-кёй, где и расположилась.
С 19 марта все три дивизии III греческого корпуса продолжили отход к своим базам.
В шестидневном бою за Авгин III греческая дивизия потеряла 21 офицеров убитыми, 70 раненными и 3 пропавших без вести / рядовых 268 убитыми, 1296 раненными и 143 пропавших без вести.
Греческая «Военная энциклопедия» 1929 года отмечает, что шестидневный бой за Авгин завершился неудачей прежде всего по причине стратегического плана, в котором непосредственно для занятия Эскишехира был задействован только один армейский корпус.
Это позволило туркам с самого начала создать в регионе огромный численный перевес в свою пользу, к тому же турки непрерывно перебрасывали сюда новые силы с других фронтов.
«Военная энциклопедия» завершает статью о бое за Авгин словами, что в условиях отсутствия резервов и снабжения, когда дефицит в снарядах был ощутим уже с третьего дня боя, корпус не достиг поставленных ему задач, однако солдаты корпуса достойны восхищения.

## Итоги боя
В своей триумфальной телеграмме Февзи-паше, М. Исмет писал: «Враг оставил поле боя нашим войскам. Поле боя покрыто трупами тысяч греческих солдат …».
На журналистском уровне речь о тысячах убитых (4148 греческих и 3875 турецких убитых солдат) сегодня ведут лишь турецкие СМИ, а также греческий журналист и историк Я. Капсис, в своей филиппике против монархистов.
Однако историки как греческого, так и турецкого генерального штабов приводят во много раз меньшие цифры потерь:
- Турки потеряли убитыми 681 человек, раненными 1822 человек, 1369 пропавших без вести и пленных[1][2]
- Греки потеряли убитыми 707 человек, раненными 3075 человек и 503 человек пропавшими без вести[1].

Но не цифры примерно равных потерь определяли успех кемалистов при Инёню.
Турки законно сочли этот успех своей победой, поскольку это был первый раз с высадки греческой армии в Смирне в мае 1919 года, когда туркам удалось в бою остановить непрерывное продвижение греческой армии.
Кемаль, получив известие о победе Исмета, в своём письме поздравил его со словами: «вы победили там не только врага но и плохую судьбу нации».
Успех при Инёню дал преимущество в лагере кемалистов сторонникам регулярной армии.
В политическом противостоянии Кемаля и сторонников султана успех дал преимущество Кемалю, что способствовало притоку в армию кемалистов сотен добровольцев, включая офицеров и рядовых из армии султана.
В международном плане, успех при Инёню ускорил эвакуацию итальянских войск из юго-запада Малой Азии и французских из юго-востока, а также из черноморского Зонгулдака.
Номинальные союзники Греции хотели ускорить дипломатический диалог опасаясь ухудшения обстановки.
Англичане отказались оказать Греции военную помощь, чтобы не провоцировать французов, в то время как кемалисты получили значительную военную и финансовую помощь от Советской России.
Часть греческой прессы также писала о турецкой победе.
После отступления III корпуса армии, премьер-министр Н. Калогеропулос принял ответственность за неуспех операции на себя, подал в отставку 22 марта/4 апреля 1921 года. Правительство возглавил (26 марта/8 апреля) Димитриос Гунарис:48.
В коммюнике командующего экспедиционного корпуса, генерала А. Папуласа, от 23 марта /5 апреля, отступление на северном секторе было представлено как манёвр перед превосходящими силами противника.
В заключение генерал Папулас писал: «в южном секторе без перемен».
Историк Д. Фотиадис пишет, что «именно это без перемен и спасло нас»:46.

### Курдский отголосок
Саввас Калентеридис, бывший греческий разведчик в Турции, замешанный в своё время в деле А. Оджалана,
ныне политик и историк, добавляет к итогам второго Инёню, что в период сражения при Инёню восстало курдское алевитское племя Кочгири, насчитывавшее 40 тыс. человек в 135 сёлах провинций Сивас, Эрзинджан и Дерсим.
Повстанцы выставили 6 тыс. вооружённых всадников, разоружили турецкий полк, повесили его полковника и изгнали всех представителей кемалистских властей.
Кемаль послал против них 6 тыс. своих солдат, не сумевших подавить восстание.
Успех при Инёню позволил Кемалю направить против восставших курдов два своих резервных полка (42-й и 46-й полки из Керасунда), которые к концу апреля подавили восстание и продолжили карательные операции до 17 июня.

## Греческая победа в Тумлу Бунар и конечная победа в Весеннем наступлении

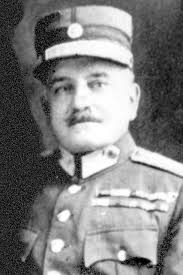
Полковник Демосфен Диалетис, герой боя при Тумлу Бунар.

У Кемаля было достаточно сил, чтобы рискнуть оставить укреплённые позиции и развить свой тактический успех при Инёню, следуя по пятам дивизий III греческого корпуса.
Однако Кемаль, решил добиться стратегического успеха и, ещё до полного завершения боя при Инёню, принял решение развернуть свои основные силы к Кютахье и разбить I корпус греческой армии.
Боевой состав I корпуса занявшего Афьонкарахисар был вдвое меньшим по сравнению с III корпусом и если бы Кемалю удалось занять Ушак, то путь к отступлению I корпуса был бы отсечён.
В этом случае III корпус греческой армии не смог бы оказать I корпусу никакой помощи и, главное, дорога на Смирну была бы для дивизий Кемаля открытой.
В отличие от III корпуса армии, I корпусу Кондулиса удалось выполнить поставленные задачи и взять Афьонкарахисар, но Кондулис осознал опасность и настойчиво просил у командования разрешения оставить Афьонкарахисар и занять ключевую позицию у Тумлу-Бунара.
Штаб армии, представивший занятие Афьона большим успехом, возражал.
С большим трудом разрешение было получено.
Многократные турецкие силы (Дакин пишет о 8 турецких дивизиях:348) обрушились на II дивизию генерала П. Каллидопулоса.
Основной удар 3-х турецких дивизий принял 34-й пехотный полк, под командованием полковника Диалетиса. Поскольку состав полка был неполным, он получил в историографии имя «Отряд Диалетиса» (Дакин именует его батальоном:348).
Отряд Диалетиса в течение 2-х дней героически сдерживал наступление 3-х турецких дивизий.
28 марта/10 апреля был получен приказ всей дивизии, включая отряд Диалетиса, идти в штыковую контратаку.
В тот же день Рефет -паша приказал своим дивизиям вновь атаковать при поддержке артиллерии.
У Диалетиса уже не было сил. Он собрал всех стоящих на ногах, а также конюхов, поваров и санитаров, и, развернув полковое знамя, вместе полковым священником архимандритом Валанидиотисом, повёл их в атаку. Примечательно, что в револьвере у Диалетиса не осталось ни одного патрона и он шёл в рукопашную держа в руках дубинку.

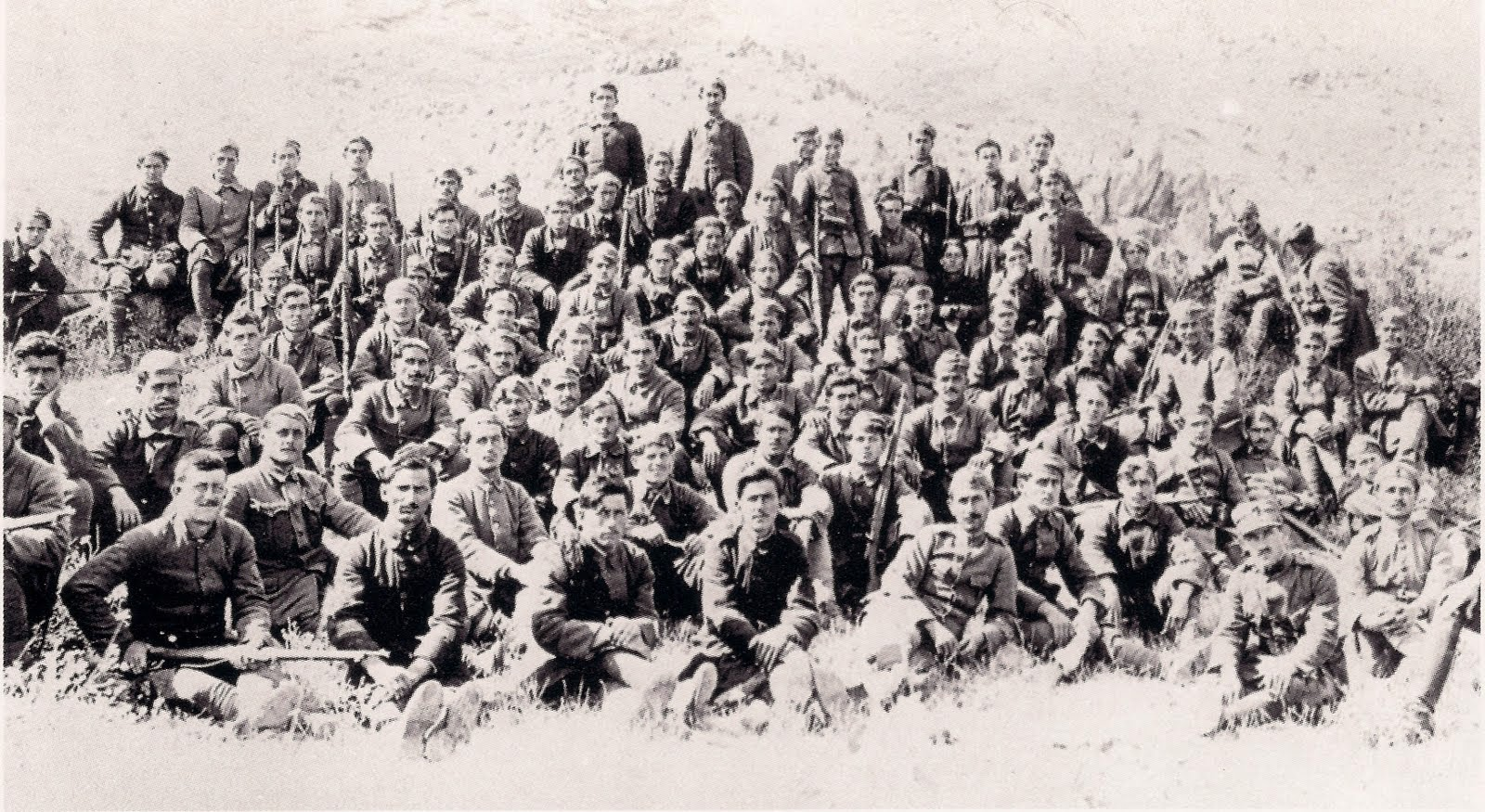
Солдаты 5/42 полка эвзонов, решившего победный исход боя при Тумлу Бунар.

Сражение достигло своей кульминации.
В критический момент сражения, 5/42 гвардейский полк эвзонов полковника Н. Пластираса, после контратаки, совершил впечатляющий манёвр через лес у села Ашик-кёй, вышел в тыл турок и ринулся в атаку с боевым кличем «аэра».
Турки в панике обратились в бегство, оставив на поле боя 800 убитых и 200 пленных:47.

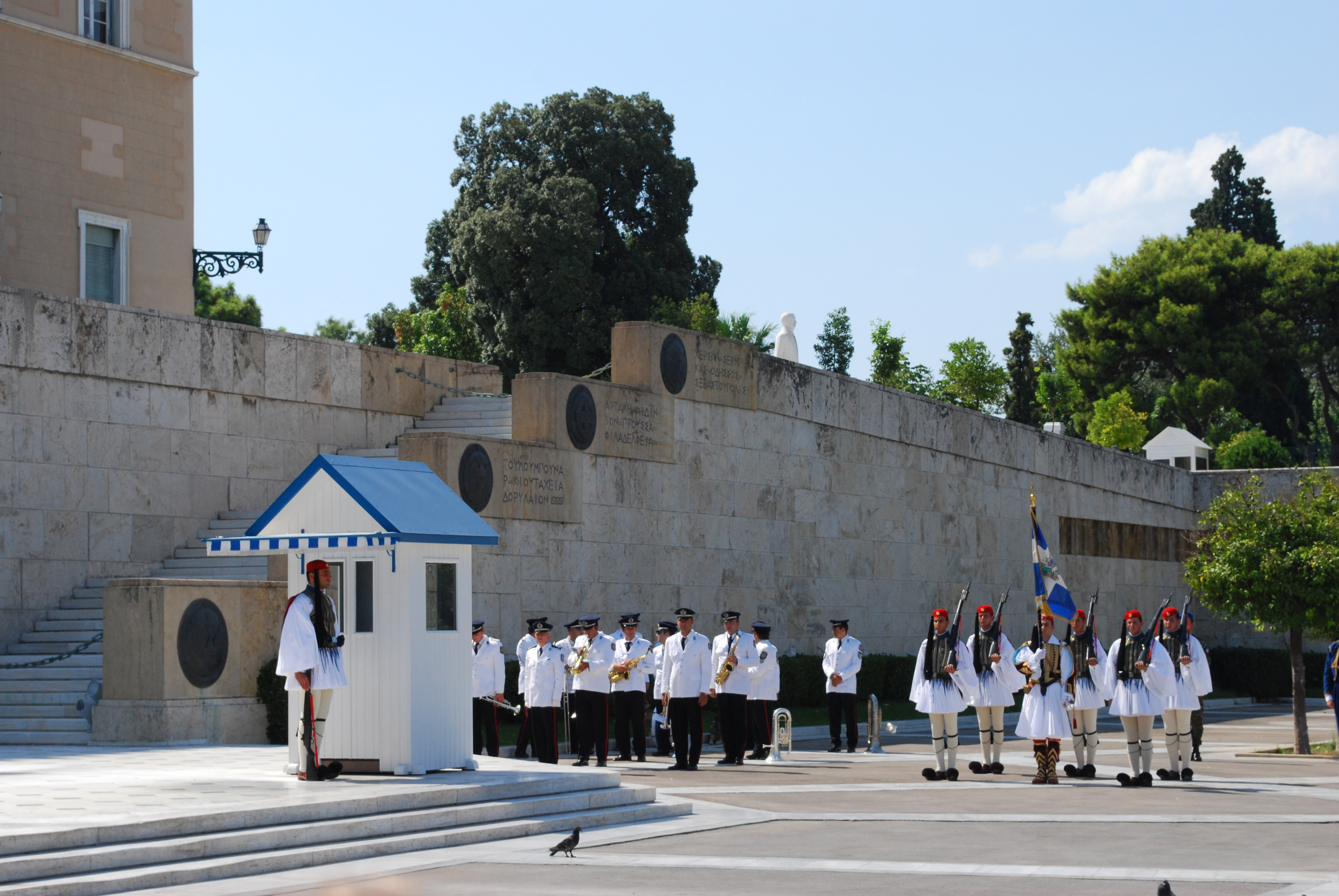
Надпись Тумлу Бунар на третьей снизу плите у Памятника Неизвестному Солдату в Афинах, в честь боя «Отряда Диалетиса».

27 марта каждого года 37 -й греческий полк отмечает в своём лагере бой при Тумлу-Бунар возложением венка к памятнику погибшим.
Героический бой «Отряда Диалетиса» при Тумлу-Бунар отмечен на одной из плит, установленных вокруг Памятника Неизвестному Солдату в Афинах.

## Итог «Весеннего наступления»
Д. Фотиадис пишет что в результате «Весеннего наступления», которое было подготовлено на скорую руку и недоценивая противника, греческая армия не только не достигла разгрома армии кемалистов, но даже не сумела прервать их железнодорожные коммуникации и отрезать кемалистов от портов юга Малой Азии, откуда они снабжались французскими и итальянскими военными поставками.
С другой стороны, «блестящая победа» при Тумлу Бунар, как писал в своих мемуарах греческий генерал Булалас, «частично стёрла неудачу III корпуса»:47.
Греческая экспедиционная армия удержала на юге свои позиции, с которых, всего лишь месяц после Инёню, развернула «Большое летнее наступление» силами уже трёх корпусов, включая и III корпус. В ходе этого наступления греческая армия одержала победу в самом большом сражении войны при Афьонкарахисаре — Эскишехире, вступила в Эскишехир, который раннее был основной целью «Весеннего похода», после чего в конце августа совершила рискованный рейд на Анкару, где, как пишет современный английский историк Дуглас Дакин, была близка к победе:357.
В свете этих последующих событий, утверждение английского историка Арнольда Тойнби и некоторых советских авторов, что второе Инёню было поворотным пунктом войны, как минимум неочевидно.
В греческой историографии поворотным пунктом войны, принято считать Сражение за Анкару:115.

## Авиация в «Весеннем наступлении» 1921 года
В марте, то есть в ходе греческого наступления, французы передали туркам 10 самолётов:54.
В ходе наступления, 12 марта, командир Γ΄ эскадрильи греческой армейской авиации, Петрос Икономакос, вынудил к посадке в Эскишехире турецкий самолёт и расстрелял его на земле. Турецкий пилот был убит не выходя из самолёта. Используя терминологию турецких источников, в Эскишехире погиб «воздушный мученик» (Hava Şehitlerimiz) Ahmet Fehmi, но указывается дата 25 марта, что соответствует разнице двух календарей.
В период наступления Γ΄ эскадрилья совершала 3 вылета в день:58.
14 марта самолёт из эскадрильи ΝΑΜΣ греческой морской авиации (пилот Теофилос Халкотис, наблюдатель Константин Цириготис), стрельбой из пулемёта в бреющем полёте разогнал турецкую кавалерийскую роту.
16 марта самолёт Герардиса / Цириготиса, в силу технических проблем, совершил вынужденную посадку. Экипаж подвёргся нападению, в общем безоружных, турецких крестьян. Пилоты были вынуждены отстреливаться пулемётом самолёта. Взяв в плен одного крестьянина, в качестве заложника для сохранности самолёта, лётчики пешком пошли к Афьонкарахисару, куда дошли в полдень следующего дня.
Для сокращения времени подлёта к линии фронта было принято решение разместить 2 самолёта на временной взлётной полосе у моста перед Афьонкарахисаром. Самолёты приземлились на этой полосе 17 и 18 марта и совершали оттуда вылеты вплоть до 23 марта.
Полёты ΝΑΜΣ из Ушака продолжались до конца марта:58.
Своеобразно оценивал действия морских лётчиков командир I корпуса армии, генерал А. Кондулис, которому греческая армия в значительной мере обязана своей конечной победой в «Весеннем наступлении». Генерал Кондулис, будучи доволен действиями ΝΑΜΣ и предложив её лётчиков к наградам за их вклад в победе при Тумлу Бунар, «успешно бомбя и расстреливая врага на поле боя и в тылу, где уничтожила ряд автомобилей двигавшихся к Тумлу Бунар», завершал свою оценку следующим образом: «Авиация полностью заменила в Первом корпусе армии, в том что касается разведки, отсутствующую кавалерию».